# Tvaštr
Tvaštr „tvůrce, řemeslník“ (sanskrtsky त्वष्टृ) či Tvaštar je védský bůh a výjimečný řemeslník, který ukoval Indrův hromoklín – vadžru. Je úzce spjat se sómou, který je uchováván v poháru jež vykoval a je jeho strážcem, sóma je také nazýván „Tvaštrova medovina“. Tento pohár je někdy ztotožňován se samotným Sómou-Měsícem, jež měl Tvaštr ukovat. V ruce drží železnou sekeru a je popisován jako „krásných paží“ či „krásných rukou“ - tento přívlastek sdílí se Savitrem. Nejčastěji ze všech bohů je označován jako višvarúpa „mnoha podob, mnoha forem“, což je také jedno z jmen jedno syna Triširase-Vrtry. V Rgvédu se jeho jméno objevuje přibližně šedesátpětkrát, nejčastěji v první a desáté mandale, ale není mu věnován žádný hymnus.
Podle Rgvédu dal formu veškerému stvoření, včetně Nebe-Djause a Země-Prthiví (10.110), rozvíjí zárodky v lůnech a dává formu lidem i zvířatům (1.188, 8.91, 10.184) a podobná vyjádření se objevují i v Atharvavédu a bráhmanech. To jej ve védských textech často činí bohem tvořícím či udělujícím potomstvo a stvořitelem mnoha tvorů či celého světa. Jako děd Manua je považován za prapředka lidstva. V puránách je ztotožňován s Višvakarmanem – stvořitelem a architektem vesmíru, a někdy též s bohem stvořitelem Pradžápatim. V Mahábháratě je označen za jednoho z Áditjů.

## Příbuzenstvo
Tvaštrovou dcerou je bohyně Saranjú, jež si vzala Vivasvána a zplodila s ním Jamu, Jamí a Ašviny, zatímco její dvojnice Savarná s ním zplodila Manua - prapředka lidstva. V pozdějším podání se na jejím místě objevuje bohyně Sandža jejíž dvojnice se jmenuje Čhája.
Složitý je vztah mezi Tvaštrem, Indrou a Indrovým protivníkem Vrtrou, zvaným též Triširas či Višvarúpa. Podle rgvédského hymnu 1.32 Indra, jemuž Tvaštr ukoval vadžru, porazil hada Vrtru a jeho matku Dánu. V hymnu 10.8, který náleží k nejmladší vrstvě rgvédských textů, poráží Trita Áptja s Indrovou pomocí Triširase, jež je identifikován jako Tvaštrův syn. Tyto vztahy jsou však komplikovány hymnem 4.18, který též oslavuje porážku Vrtry, ale v kterém je nejasně naráženo na to že zabil svého otce, kterým se však zdá právě Tvaštr. V pozdější tradici jsou tak Tvaštr a Indra otcem a synem, a Indra a Triširas-Vrtra nevlastními bratry. V Mahábháratě se vypráví že stvořil svého syna Višvarúpu Triširase a když toho Indra zabil stvořil Vrtru.
Dále jsou jako jeho děti uváděny bůh ohně Agni, učitel bohů Brhaspati a Bhrgu.